# Фраєнвіль (Ааргау)
Фраєнвіль (нім. Freienwil) — громада  в Швейцарії в кантоні Ааргау, округ Баден.

## Географія
Громада розташована на відстані близько 95 км на північний схід від Берна, 25 км на північний схід від Аарау.
Фраєнвіль має площу 4 км², з яких на 9,5% дозволяється будівництво (житлове та будівництво доріг), 52% використовуються в сільськогосподарських цілях, 38,5% зайнято лісами, 0% не є продуктивними (річки, льодовики або гори).

## Демографія
2019 року в громаді мешкало 1038 осіб (+13,2% порівняно з 2010 роком), іноземців було 12,9%. Густота населення становила 260 осіб/км².
За віковим діапазоном населення розподілялося таким чином: 23,3% — особи молодші 20 років, 61,3% — особи у віці 20—64 років, 15,4% — особи у віці 65 років та старші. Було 400 помешкань (у середньому 2,6 особи в помешканні).
Із загальної кількості 116 працюючих 29 було зайнятих в первинному секторі, 7 — в обробній промисловості, 80 — в галузі послуг.